# John Saklil

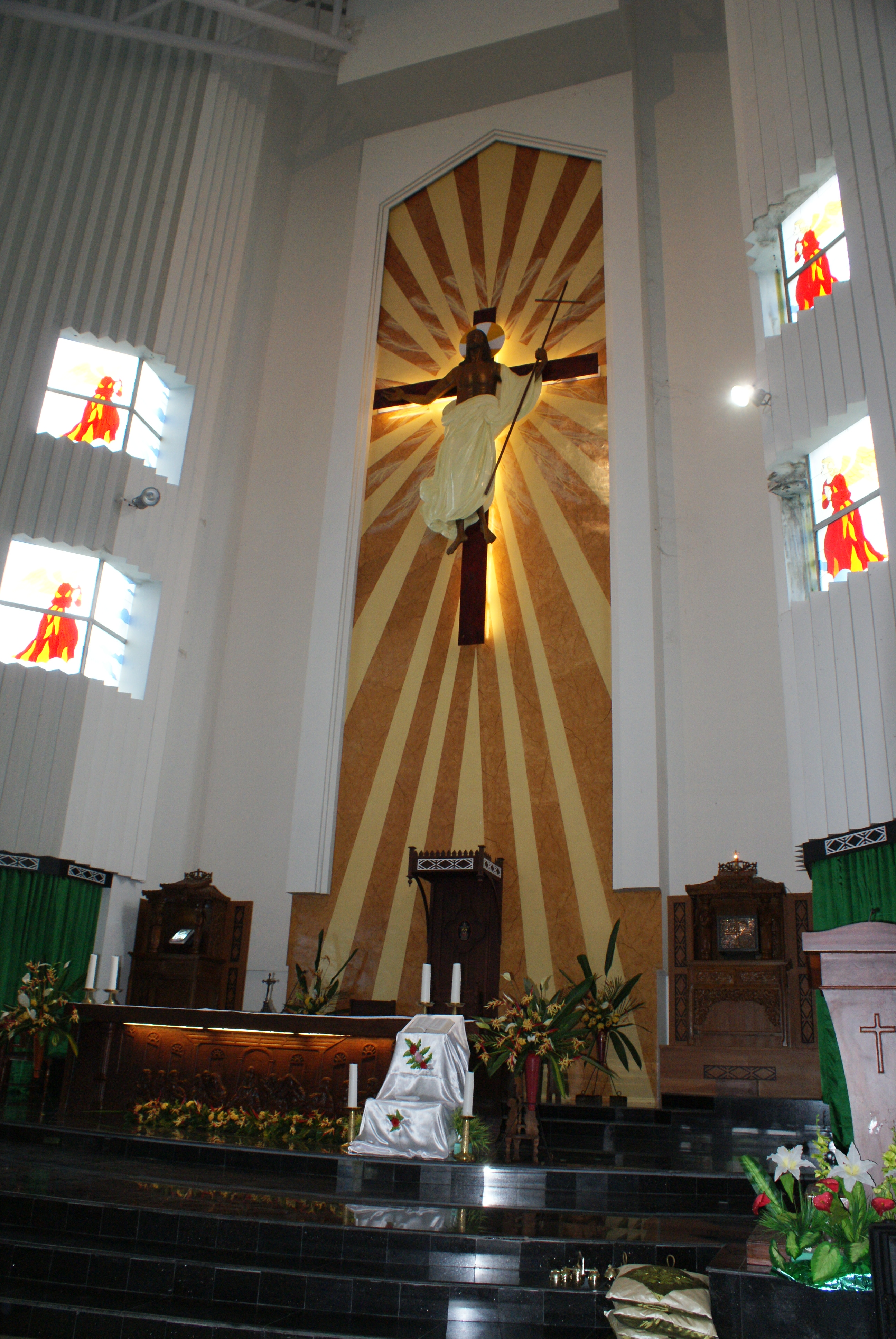
Altaar van de Driekoningenkathedraal van Timika

John Philip Saklil (Kokonao, 20 maart 1960 – Timika, 3 augustus 2019) was een Indonesisch rooms-katholiek geestelijke en de eerste bisschop van Timika in Papoea. Hij was een activist voor de rechten van de Papoea's in Indonesië.
Saklil werd op 23 oktober 1988 tot priester gewijd. In 2004 werd hij bisschop van het nieuw gevormde bisdom Timika in Papoea. Hij toonde zich als bisschop een voorvechter van de rechten van de Papoea's. Hij klaagde mensenrechtenschendingen door de Indonesische overheid aan en riep de Papoea's op hun gronden niet aan buitenstaanders te verkopen.
Op 27 juli 2019 werd hij benoemd tot apostolisch administrator van het aartsbisdom Merauke. Een week later stierf hij plots op 59-jarige leeftijd nadat hij een bezoek had gebracht aan Merauke. Ignatius Suharyo, aartsbisschop van Jakarta, ging de uitvaartplechtigheid voor.